# Stéphane Israël

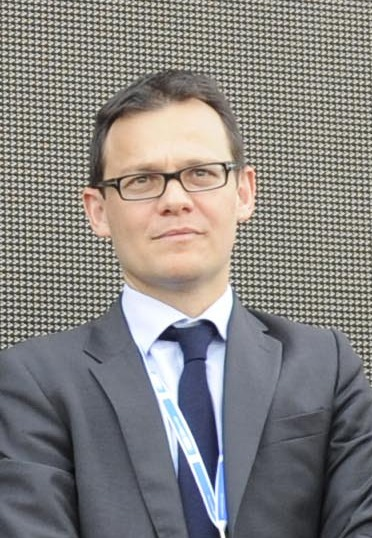
Stéphane Israël

Stéphane Israël (* 3. Januar 1971) ist ein französischer Beamter und Manager. Er war Magistrat am französischen Rechnungshof und Stabschef beim französischen Wirtschaftsminister Arnaud Montebourg. 2013 wurde er zum CEO von Arianespace ernannt.

## Bildung
Stéphane Israël ist der Sohn eines Juraprofessors und einer Psychoanalytikerin. Er besuchte das Pariser Lycée Jean-Baptiste-Say und das Lycée Henri IV in Paris. Dort gab er eine Schülerzeitung mit dem Titel Le Même et l'Autre heraus. Als Bewunderer von François Mitterrand war er in seiner Jugend im Verein SOS Racisme aktiv.
Von 1994 bis 1995 war er Teaching Assistant an der Harvard University in den USA.
Darauf trat er in die École normale supérieure ein, wo er Geschichte studierte. Abgeschlossen hat er mit einem DEA, was einem Master entspricht. Auch an der École nationale d’administration hat er einen Abschluss.

## Rechnungshof und historische Forschung
Im Jahr 2001 wurde Israël in den französischen Rechnungshof berufen, wo er der 2. Kammer zugeordnet war. Diese ist für die Landesverteidigung, die Raumfahrt und die Industrie zuständig. Befasst hat er sich dort hauptsächlich mit der französischen Raumfahrtpolitik.
Von 2005 bis 2007 war er außerordentlicher Professor an der École normale supérieure.
Israël ist auch Autor mehrerer historischer Werke. So schrieb er 1994 einen Text über den Historiker Jérôme Carcopino in Les Facs sous Vichy. Unter seinen Texten ist auch ein Buch aus dem Jahr 2005 über die Studenten der École normale supérieure während des Zweiten Weltkriegs.

## Karriere
Im Jahr 2007 begann er seine Karriere in der Luft- und Raumfahrtindustrie als Berater von Louis Gallois, dem damaligen CEO von EADS. Vier Jahre verbrachte er so bei EADS’ Raumfahrttochter Astrium, wo er Teil des Interkontinentalraketenprogramms M51 war. Von 2010 bis 2012 war er Leiter des europäischen Erdbeobachtungsprogramms Copernicus bei Astrium Services.
Für die Denkfabrik Terra Nova arbeitete er unter der Leitung von Patrick Weil an der Gemeinschaftsveröffentlichung 80 Vorschläge, die nicht 80 Milliarden kosten mit und machte so zum ersten Mal seine wirtschaftspolitischen Ansichten öffentlich.
Ab Mai 2012 leitete Stéphane Israël das Kabinett des französischen Wirtschaftsministers Arnaud Montebourg. Bei Verhandlungen zwischen der französischen Regierung und dem Stahlkonzern ArcelorMittal kam es 2013 zu einem Streit zwischen Israël und Montebourg. Daraufhin soll sich der Minister von seinem Mitarbeiter getrennt haben. Öffentlich wurde dies aber dementiert.

### Arianespace
Nach der Ernennung von Jean-Yves Le Gall, dem vorherigen CEO von Arianespace, zum Präsidenten der französischen Raumfahrtagentur CNES wurde Stéphane Israël als Kandidat für seine Nachfolge bekannt gegeben. Am 18. April 2013 ernannte ihn das Board of Directors von Arianespace dann einstimmig zum CEO. Gleichzeitig wurde er zum CEO von Starsem, einem europäisch-russischen Unternehmen, das Starts der Sojus-Trägerrakete vom Kosmodrom Baikonur vermarktet. Boris Vallaud ersetzte ihn als Stabschef von Arnaud Montebourg.
Nach der Umstrukturierung von Arianespace im April 2017 wurde er außerdem Executive Vice President der ArianeGroup, wo er für alle zivilen Trägerraketen zuständig ist.

## Persönliches
Stéphane Israël ist verheiratet und hat drei Kinder.